# 한국과학기술인연합
한국과학기술인연합(과기인연합, scieng)은 과학기술인의 권익을 보호, 증진하고, 과학기술 정책 결정에 참여하며, 합리적이고 선진적인 연구개발 체계를 수립하기 위한 개선책을 제시하고, 국민들에게 과학기술인이 꼭 필요한 사람들이라는 인식을 심어주기 위함을 목적으로 하는 2002년 설립된 과학기술인들의 모임이며 비정부 단체이다.

## 이름의 유래
한국과학기술인연합의 영문 명칭 scieng는 Science + Engineering 의 합성어로, 과학기술인에 의한, 과학기술인을 위한 이공계인의 모임임을 표현한 것이다.

## 활동영역
- 과학기술정책 참여/연구 : 정부 부처, 관련 기관, 국회 상임위 등의 각종 회의에 참석하거나 의견을 제출하고, 토론회/공청회 개최, 보고서 발표 등 과학기술정책 입안에 참여하고 있으며, 정책연구과제를 수행한다.
- 과학문화 : 과학기술인이 직접 쓰는 과학기사 웹진을 운영하고 있다.
- 과학기술인을 위한 활동 : 실험실 안전, 보건문제, 대학원생과 신진연구인력의 처우 개선 등의 활동을 하고 있다.
- 이공계 위기 극복 : 이공계 기피와 공동화 위기에 대한 경고를 가장 앞장서서 제기해 왔으며, 국민 대중과 언론에 이공계를 위기는 국가의 위기라는 점을 알리는 데에 중요한 역할을 하고 있다.
- 과학기술인 스스로의 노력 : 정책 참여를 통한 위기 극복 노력 뿐 아니라, 과학기술을 기반으로 한 새로운 산업을 일구어 부가가치를 창출하고 동시에 과학기술인들이 지금보다 다양한 분야에서 합당한 대우를 받고 일하는 세상을 만들기 위해 노력하고 있다.